# Eloise Jarvis McGraw
Eloise Jarvis McGraw, geborene Hamilton (* 9. Dezember 1915 in Houston, Texas; † 30. November 2000 in Portland, Oregon) war eine amerikanische Kinderbuchautorin.
McGraw schrieb viele Kinderbücher und wurde in diesem Genre in verschiedenen Jahrzehnten dreimal mit dem Newbery Honor ausgezeichnet. Sie setzte gemeinsam mit ihrer Tochter Lauren Lynn McGraw (Lauren McGraw Wagner, * 1944) die Oz-Bücherserie von L. Frank Baum fort.
Sie war seit 1940 mit William Corbin McGraw verheiratet, der unter dem Namen William Corbin ebenfalls Kinderbücher schrieb. Aus der Ehe gingen zwei Kinder hervor. McGraw starb im November 2000 an einem Krebsleiden.

## Veröffentlichungen (Auswahl)
- Grüne Aue und frisches Wasser, Bertelsmann, 1956
- Lodernde Wipfel, Bertelsmann, 1957
- Zirkusblut, Verlag S. Mohn, 1959
- Der goldene Becher des Pharao, Bertelsmann, 1970
- Ich weiß nicht, wer ich morgen bin, Bertelsmann, 1971
- Saaski aus dem Moor, Anrich, 1999
- Tochter des Nils, Anrich, 1999
- Der goldene Kelch, Anrich, 1999